# Bunuri mobile din domeniul medalistică clasate în patrimoniul cultural național al României aflate în județul Neamț
Acestă listă conține bunurile mobile din domeniul medalistică clasate în Patrimoniul cultural național al României aflate la momentul clasării în județul Neamț.

## Tezaur
| Foto | Informații generale                  | Detalii tehnice | Descriere | Deținător                                                                      | Legături |
| ---- | ------------------------------------ | --- | --- | ------------------------------------------------------------------------------ | -------- |
|      | Centenarul nașterii lui Carol Davila | Datare: 1928 Descoperit: jud. NEAMȚ, PIATRA-NEAMȚ Material: Este din bronz.                                                                                           | Descriere avers: Efigia generalului Carol Davila și inscripția - GENERALUL DOCTOR CAROL DAVILA. Descriere revers: În centru este reprezentat în relief un personaj feminin ținând în mâna dreaptă simbolul medicinii, iar cu mâna stângă protejând un copil.La picioare, inscipția - ȘTIINȚĂ ȘI UMANTATE 1870-1877. Descriere exergă: Școli Veterinare, Orfelinate și Azilul Elena Doamna. Legendă revers: În registrul de sus, inscripția: 1828 Centenarul Davila 1928. Apar stânga dreapta clădirile: Facultății de Medicină Chimie, Serviciul Sanitar Militar și Civil. | Complexul Muzeal Județean Neamț - PIATRA, Neamț                                | Cimec    |
|      | Vulturul German, cu spade            | Datare: Al doilea război mondial Descoperit: jud. Neamț, Piatra Neamț Dimensiuni: L:45, l:45 mm Material: Este din argint aurit, email de culoare albă.               | Descriere avers: Are la bază crucea malteză. Între brațe, sunt patru vulturi germani purtând fiecare zvastica. Pe brațele emailate cu alb, orizontale, se află două săbii încrucișate, semnul distinctiv pentru deținătorii militari. Descriere revers: Crucea malteză, având între brațe, patru vulturi germani purtând zvastica. | Complexul Muzeal Județean Neamț. Muzeul de Istorie și Arheologie, Piatra Neamț | Cimec    |
|      | Sigiliul județului Iași              | Datare: 1883 Descoperit: jud. Iași, IAȘI Dimensiuni: Î: 3 cm Material: metal; turnat; vopsit                                                                          | Descriere avers: Este din metal de formă rotundă. În câmpul sigilar se află scutul și stema. În partea superioară a câmpului sigilar se află un scut heraldic de formă germanică având în câmpul de azur (hașuri orizontale) un cal pășind spre drepta. Scutul este timbrat de o coroană regală închisă. În mijlocul câmpului sigilar se află inscripția, pe trei rânduri: Județul Iașii, 1883. În exergă se află o coroniță vegetală deschisă, formată dintr-o ramură de dafin și una de stejar, legate cu o eșarfă.                                                      | Complexul Muzeal Județean Neamț. Muzeul de Istorie și Arheologie, Piatra Neamț | Cimec    |
|      | Leul Alb                             | Datare: 1947 Descoperit: jud. Neamț, PIATRA NEAMȚ Dimensiuni: L: 60 mm; Titlu: 750‰ Material: argint; turnare; emailată cu roșu și alb                                | Descriere avers: Însemnul este o stea emailată roșu, cu 5 brațe terminate în 3 colțuri ce poartă câte o sferă în vârf, între brațe câte o frunză de tei din metal. Deasupra sunt 2 spade încrucișate prinse într-o ghirlandă de panglică. Descriere revers: Pe cele 5 brațe treflate sunt trecute însemnele provinciilor cehoslovace. În centrul medaliei, email roșu cu inițialele C.S.R. având în jur un inel cu deviza: PRAVDA VITEZI (Adevărul învinge). | Complexul Muzeal Județean Neamț. Muzeul de Istorie și Arheologie, Piatra Neamț | Cimec    |
|      | Sfântul Stanislas                    | Datare: primul război mondial Descoperit: jud. Neamț, PIATRA NEAMȚ Material: metal și email roșu                                                                      | Descriere avers: Ordin rusesc, cruce emailată roșu, cu brațele în formă de V. Între brațe prezintă spade încrucișate. Descriere revers: În centrul medalionului: SS suprapus, înconjurat de o ghirlandă verde. | Complexul Muzeal Județean Neamț. Muzeul de Istorie și Arheologie, Piatra Neamț | Cimec    |
|      | Coroana României                     | Datare: al doilea război mondial Descoperit: jud. Neamț, PIATRA NEAMȚ Dimensiuni: L: 75 mm; La: 45 mm; Titlu: 750‰ Material: argint; turnare; emailată cu roșu și alb | Descriere avers: Ordinul „Coroana României" în grad de ofițer. Cruce de Malta emailată roșu, cu spade încrucișate între brațe. În medalionul smălțuit în roșu, cifra lui Carol I și o coroană regală deasupra crucii. Legendă revers: 10 MAIU - 1866-1877-1881 | Complexul Muzeal Județean Neamț. Muzeul de Istorie și Arheologie, Piatra Neamț | Cimec    |
|      | Steaua României                      | Datare: al doilea război mondial Descoperit: jud. Neamț, PIATRA NEAMȚ Dimensiuni: L: 75 mm; La: 45 mm; Titlu: 750‰ Material: metal; argint aurit; email               | Descriere avers: O cruce de Malta, smălțuită roșu închis cu marginile albe. La mijloc un medalion rotund din smalț roșu închis și bordura albă. Între brațele crucii se află coroana și 2 spade încrucișate. Legendă revers: În medalion: 10 MAIU. Pe marginea medalionului: 1866-1877-1881. | Complexul Muzeal Județean Neamț. Muzeul de Istorie și Arheologie, Piatra Neamț | Cimec    |
|      | Steaua României                      | Datare: sf. sec. XIX Descoperit: jud. Neamț, PIATRA NEAMȚ Dimensiuni: L: 70 mm; La: 43 mm; Titlu: 750‰ Material: metal; argint; email albastru                        | Descriere avers: Ordinul Steaua Romaniei pentru militari în timp de razboi. Însemnul Ordinului: cruce bizantină email albastru închis înconjurată de raze și având în centru un medalion rotund email roșu. Are deasupra coroana regală. Descriere revers: În centrul medalionului acvila cruciată cu aripile desfăcute stând pe un fulger Legendă revers: In fide salus (Salvarea prin credință) | Complexul Muzeal Județean Neamț. Muzeul de Istorie și Arheologie, Piatra Neamț | Cimec    |
|      | Medalie                              | Datare: 1973 Descoperit: Italia Dimensiuni: Titlu: 800‰ Material: aur; batere; ștanțare                                                                               | Descriere avers: Castelul din Gorizia, Italia Legendă revers: L. Concorso Folcloristico Internazionale Castello di Gorizia 7-9 sett. 1973 | Complexul Muzeal Județean Neamț. Muzeul de Istorie și Arheologie, Piatra Neamț | Cimec    |

## Fond
| Foto | Informații generale                                                                       | Detalii tehnice | Descriere | Deținător                                                                      | Legături |
| ---- | ----------------------------------------------------------------------------------------- | --- | --- | ------------------------------------------------------------------------------ | -------- |
|      | Medalia jubiliară Carol I                                                                 | Datare: 1906 Descoperit: jud. NEAMȚ Dimensiuni: L:38, l:31 Material: Medalia este din bronz.                                                                  | Descriere avers: Efigia suveranului, cu inscripția "Carol I Rege al României". Descriere revers: Apar Stema regatului și anii 1866-1906. | Muzeul de Istorie și Etnografie, Târgu                                         | Cimec    |
|      | 30 de ani de la cucerirea Independenței de Stat                                           | Datare: 1907 Descoperit: jud. NEAMȚ Material: Este din bronz.                                                                                                 | Descriere avers: Sunt reprezentate efigiile țarului Alexandru al II-lea și Regelui Carol I. Apare inscripția - +Alexander II Russorum Imperator/Carolus I Rex Romaniae Descriere revers: Apar stemele Rusiei țariste, a României și a Bulgariei, încadrate sus jos de anii 1877-1907. Descriere exergă: Inscipția apare și în limbile rusă și bulgară. Legendă revers: În centru, sub stema Regatului României apare inscripția: În amintirea luării Griviței și a eliberării Bulgariei. | Muzeul de Istorie și Etnografie, Târgu                                         | Cimec    |
|      | Ridicarea Bisericii Sf. Nicolae Domnesc din Iași                                          | Datare: 1904 Descoperit: jud. NEAMȚ Dimensiuni: L:67;l:50 Material: Este din bronz argintat.                                                                  | Descriere avers: Efigia regelui Carol I, sub care apare inscripția: "Carol I Domn și Rege al României". Descriere revers: În registrul de sus, stânga, apare efigia domnitorului Ștefan cel Mare pe o ramură de stejar, înconjurată de inscripția - Ștefan Voevod, iar în partea dreaptă Biserica Sf. Nicolae Domnesc. În registrul de jos, pe 7 rânduri apare inscipția: Descriere exergă: După patru secole de la moarte marelui Domn de Regele Carol I în al 38-lea An de Domnie 1904". Legendă revers: Biserica Domnească Sf. Nicolae zidită în Iași de Ștefan V. Domnul Moldovei 1491-1493, reclădită din temelie. | Muzeul de Istorie și Etnografie, Târgu                                         | Cimec    |
|      | Medalia Serviciul Credincios                                                              | Datare: 1878 Descoperit: jud. NEAMȚ Material: Este din bronz.                                                                                                 | Descriere avers: Stema regatului. Descriere revers: Într-o ghirlandă de frunze de stejar și de laur, inscripția: "Serviciul credincios". | Complexul Muzeal Județean Neamț - PIATRA, Neamț                                | Cimec    |
|      | Medalia "Apărătorii Independenței"                                                        | Datare: 1878 Descoperit: jud. NEAMȚ, SLOBOZIA Material: Este confecționată din bronz.                                                                         | Descriere avers: Este stampat în relief Geniul României reprezentat de figura unei femei rezemată pe o sabie și ținând o cunună în mâna dreaptă. Sub picioarele ei sunt drapele și tunuri. În dreapta jos este acvila, în spatele căreia un înger ține drapelul încununat, iar în depărtare luciul Dunării. Descriere revers: Figurează cifra domnească, doi C adosați și intercalați, timbrată de o coroană, sub care apare pe 5 rânduri inscripția - Apărătorilor Independenței în Războiul 1877-1878, înconjurată de o ghirlandă de frunze de laur și stejar.                                                        | Complexul Muzeal Județean Neamț - PIATRA, Neamț                                | Cimec    |
|      | Medalie comemorativă - În amintirea ridicării statuilor lui Al.I. Cuza și M.Kogălniceanu. | Datare: 1911 Descoperit: jud. NEAMȚ Material: Medalia este din AE aurit.                                                                                      | Descriere avers: Sunt reprezentate efigiile lui Mihail Kogălniceanu și Alexandru Ioan Cuza, înconjurate de inscripția: Cuza Vodă - 1820-1873. Mihail Kogălniceanu - 1817-1891. Descriere revers: În centru apare în relief următorul text - Popoarele se onorează pe ele însăși când păstrează și înconjoară cu dragoste memoria marilor lor patrioți, urmată de semnătura regelui Carol I. Descriere exergă: În amintirea ridicării statuilor lor în Iași, 1911. | Complexul Muzeal Județean Neamț - PIATRA, Neamț                                | Cimec    |
|      | Ștefan cel Mare. 400 de ani de la moarte                                                  | Datare: începutul sec. XX Material: Bronz, turnare, ștanțare                                                                                                  | Descriere avers: Bustul lui Ștefan cel Mare, orientat spre stânga, fără coroană. Descriere revers: Stema Moldovei în medalion central și inscripție. Legendă revers: „400 ani de la moartea lui Ștefan cel Mare 1457-1504-1904” | Muzeul de Istorie și Etnografie, Târgu                                         | Cimec    |
|      | Sărbătorirea centenarului al patrulea                                                     | Datare: începutul sec. XX Material: Bronz,turnare, ștanțare                                                                                                   | Descriere avers: Bustul lui Ștefan cel Mare, orientat spre strânga, cu coroană. Descriere revers: Biserică și legendă. Legendă revers: „Serbătorirea centenarului al patrulea, Borzesci 1904”. | Muzeul de Istorie și Etnografie, Târgu                                         | Cimec    |
|      | Avântul țării                                                                             | Datare: începutul sec. XX Material: Metal alb, turnare, ștanțare                                                                                              | Descriere avers: Acvilă cruciată, ținând în gheara dreaptă spada, iar în cea stângă sceptrul. Pe pieptul acvilei este un medalion rotund, cu efigia regelui Carol I, iar dedesubtul acvilei o eșarfă pe care scrie „Pace”. Inscripție circulară. Descriere revers: Trecerea armatei române peste Dunăre, pe un pod de vase și perspectiva munților Balcani. Deasupra armatei plutește o Victorie, ținând în mâna dreaptă o ramură de palmier, iar în stânga o coroană de lauri. Inscripție circulară. Legendă revers: „Din Carpați peste Dunăre la Balcani”.                                                            | Muzeul de Istorie și Etnografie, Târgu                                         | Cimec    |
|      | Avântul țării                                                                             | Datare: începutul sec. XX Material: Metal alb, turnare, ștanțare                                                                                              | Descriere avers: Acvilă cruciată, ținând în gheara dreaptă spada, iar în cea stângă sceptrul. Pe pieptul acvilei este un medalion rotund, cu efigia regelui Carol I, iar dedesubtul acvilei o eșarfă. Inscripție circulară. Descriere revers: Trecerea armatei române peste Dunăre, pe un pod de vase și perspectiva munților Balcani. Deasupra armatei plutește o Victorie, ținând în măna dreaptă o ramură de palmier, iar în stânga o coroană de lauri. Inscripție circulară. Legendă revers: „Din Carpați peste Dunăre la Balcani”.                                                                                 | Muzeul de Istorie și Etnografie, Târgu                                         | Cimec    |
|      | Medalie                                                                                   | Datare: începutul sec. XX Material: Bronz, turnare, ștanțare                                                                                                  | Descriere avers: Efigiile lui Alexandru Ion Cuza și Mihail Kogălniceanu, orientate spre stânga, legendă circulară. Descriere revers: Foaie cu capetele rulate, ramură de măslin și legendă circulară. Legendă revers: „Popoarele se onorează pe ele însăși când păstrează și înconjoară cu dragoste memoria marilor lor patrioți. În amintirea ridicării statuilor lor în Iași”. | Muzeul de Istorie și Etnografie, Târgu                                         | Cimec    |
|      | Jubiliara Carol I (1906)                                                                  | Datare: începutul sec. XX Material: bronz, turnare, ștanțare                                                                                                  | Descriere avers: Efigia regelui Carol I, orientată spre stânga, cu inscripție circulară. Descriere revers: inscripție Legendă revers: „În amintirea anului al 40-lea al căpităniei mele 1866-1906”. | Muzeul de Istorie și Etnografie, Târgu                                         | Cimec    |
|      | Jubiliara Carol I (1906)                                                                  | Datare: începutul sec. XX Material: bronz, tunare, ștanțare                                                                                                   | Descriere avers: „Efigia Regelui Carol I spre stânga, inscripție circulară”. Descriere revers: Inscripție Legendă revers: „În al 40-lea an al căpităniei mele 1866-1906”. | Muzeul de Istorie și Etnografie, Târgu                                         | Cimec    |
|      | Răsplata Serviciului Militar (1913)                                                       | Datare: Începutul sec. XX Material: Bronz, turnare, ștanțare                                                                                                  | Descriere avers: Cruce așezată într-o ghirlandă de frunze de laur, având în punctul unde se unesc ramurile cifra XV. În centrul crucii se află un medalion rotund, cu efigia regelui Carol I. Descriere revers: Ghirlandă de laur și cifra regală încoronată și inscripție. Legendă revers: „Răsplata serviciului militar”. | Muzeul de Istorie și Etnografie, Târgu                                         | Cimec    |
|      | Crucea comemorativă a războiului 1916-1918                                                | Datare: Începutul sec. XX Material: Fier, turnare, ștanțare                                                                                                   | Descriere avers: Piesă în formă de cruce, care are în mijloc cifra încoronată a regelui Ferdinand I. Descriere revers: În medalion central este scris 1916-1918. Legendă revers: 1916-1918 | Muzeul de Istorie și Etnografie, Târgu                                         | Cimec    |
|      | Crucea comemorativă a războiului 1916-1918                                                | Datare: începutul sec. XX Material: Metal, turnare, ștanțare                                                                                                  | Descriere avers: Piesă în formă de cruce, care are în mijloc cifra încoronată a regelui Ferdinand I. Descriere revers: În medalion central este scris 1916-1918. Legendă revers: 1916-1918 | Muzeul de Istorie și Etnografie, Târgu                                         | Cimec    |
|      | Crucea comemorativă a războiului 1916-1918                                                | Datare: Începutul sec. XX Material: Fier, turnare, ștanțare                                                                                                   | Descriere avers: Piesă în formă de cruce, care are în mijloc cifra încoronată a regelui Ferdinand I. Descriere revers: În medalion central este scris 1916-1918. Legendă revers: 1916-1918 | Muzeul de Istorie și Etnografie, Târgu                                         | Cimec    |
|      | Expozițiunea Generală Română din București-1906                                           | Datare: începutul sec. XX Material: Bronz, turnare, ștanțare                                                                                                  | Descriere avers: Capul lui Traian și al regelui Carol I, orientat spre dreapta. Descriere revers: Trei personaje în plan central și legendă circulară. Legendă revers: „Expozițiunea Generală Română din București, 1906”. | Muzeul de Istorie și Etnografie, Târgu                                         | Cimec    |
|      | Restaurarea Bisericilor Sf. Neculai și Trei Ierarhi din Iași                              | Datare: Începutul sec. XX Dimensiuni: Î- 55 mm; l- 45 mm Material: Cupru, turnare, ștanțare                                                                   | Descriere avers: Piesă rombică. Trei medalioane circulare, în care se află busturile lui Ștefan cel Mare, Vasile Lupu, Carol I. Dintre medalioane pleacă ramuri de stejar. Descriere revers: Bisericile Sf. Nicolae și Trei Ierarhi în miniatură, elemente vegetale și inscripție. Legendă revers: „Restaurate in 1904 sub domnia M. S. regelui Carol I, fiind Mitropolit al Moldovei și Sucevei Partheniu, Prim ministru D. A. Sturza, Ministrul Cultelor Sp. Haret, Primar C. B. Pennescu”. | Muzeul de Istorie și Etnografie, Târgu                                         | Cimec    |
|      | Premiul III-școlar                                                                        | Datare: prima jumătate a sec. XX Material: Bronz, turnare, ștanțare                                                                                           | Descriere avers: Efigia regelui Carol II și legendă circulară. Descriere revers: Legendă și medalioane cu stemele provinciilor românești. Legendă revers: „Ministerul Instrucțiunii Premiul III”. | Muzeul de Istorie și Etnografie, Târgu                                         | Cimec    |
|      | Distincțiune la purtare                                                                   | Datare: sfârșitul sec. XIX Material: Bronz, turnare, ștanțare                                                                                                 | Descriere avers: Legendă și ramuri pe margine. Descriere revers: Scut cu stemele provinciilor românești și legendă circulară. Sub scut este menționat numele gravorului. Legendă revers: „Luminează-te și vei fi”. | Muzeul de Istorie și Etnografie, Târgu                                         | Cimec    |
|      | Steaua României                                                                           | Datare: 1943 Descoperit: jud. Neamț, Piatra Neamț Dimensiuni: L:72; l:43mm Material: Metal comun, email; turnare, emailare                                    | Descriere avers: Însemnul ordinului este o cruce bizantină, emailată în albastru, purtând deasupra coroana regală. Centrul crucii este un medalion de smalț roșu, având pe avers cifra regelui Carol I. Descriere revers: În centru medalionului este înscris anul "1877". | Complexul Muzeal Județean Neamț. Muzeul de Istorie și Arheologie, Piatra Neamț | Cimec    |
|      | Coroana României                                                                          | Datare: 1938 Descoperit: jud. Neamț, Piatra Neamț Dimensiuni: L:65; l:36 mm Material: Metal comun, email; turnare, emailare                                   | Descriere avers: Însemnul are formă de cruce de Malta, cu brațele emailate în roșu. În centrul crucii într-un medalion roșu este cifra regală (regele Carol I), înconjurată de următoarea deviză:" Prin noi înșine "și data de "14 martie 1881", data proclamării regatului. Crucea este surmontată de o coroană regală. Descriere revers: În medalionul central este înscrisă data de "10 mai 1881", iar de jur împrejur anii "1866, 1877, 1881". | Complexul Muzeal Județean Neamț. Muzeul de Istorie și Arheologie, Piatra Neamț | Cimec    |
|      | Centenarul Renașterii Artileriei Românești                                                | Datare: 2/4 secolul XX Școală: Românesc Descoperit: jud. Neamț, Piatra Neamț Dimensiuni: L: 90; L:60 mm Material: Este realizată prin turnare din alamă.      | Descriere avers: Efigia Regelui Mihai I/Regele României, iar dedesubt însemnul artileriei. Descriere revers: Efigia lui Ion Antonescu/Mareșal al României și Conducător al Statului, iar dedesubt un tun. Legendă revers: 1843-1943 | Complexul Muzeal Județean Neamț. Muzeul de Istorie și Arheologie, Piatra Neamț | Cimec    |
|      | 50 de ani de la Înființarea Școlii Superioare de Război                                   | Datare: Sfârșitul deceniului IV al secolului XX Descoperit: jud. Neamț, Piatra Neamț Material: Placheta este realizată prin turnare din alamă argintată.      | Descriere avers: Efigiile regilor Carol I, Ferdinand și Carol al II-lea surmontate de coroana regală. Descriere revers: Un text amplasat la mijloc (1889/ Labour improbus/omnia vicit/ 1939), împarte medalia în două registre.Sus apare noua clădire a Școlii de Război, iar jos apar emblema instituției și stema Regatului, despărțite de o spadă. Legendă revers: CINCIZECI DE ANI DE LA ÎNFIINȚAREA ȘCOLII SUPERIOARE DE RĂZBOI | Complexul Muzeal Județean Neamț. Muzeul de Istorie și Arheologie, Piatra Neamț | Cimec    |
|      | Crucea de Război Cehoslovacă 1939                                                         | Datare: 4 septembrie 1948 Descoperit: jud. Neamț, Piatra Neamț Dimensiuni: L:50; L:45 mm Material: bronz; turnare;                                            | Descriere avers: În centru apare stema Cehoslovaciei. Descriere revers: În centru se află simbolul Boemiei, încadrat într-un chenar care are în cele patru colțuri desfășurat anul 1939. Pe fiecare braț al crucii se află: sus - simbolul Slovaciei, stânga - al Moraviei, dreapta - al Sileziei, jos - simbolul Ucrainei Carpatice. | Complexul Muzeal Județean Neamț. Muzeul de Istorie și Arheologie, Piatra Neamț | Cimec    |
|      | Distincțiune la studiu                                                                    | Datare: 1901 Material: bronz; turnare; ștanțare | Descriere avers: La centru este inscripția: DISTINCȚIUNE LA STUDIU 1901-1902. Inscripția este înconjurată cu ramuri de laur, prinse la mijloc. Descriere revers: La mijloc Stema Regatului României și inscripția circulară: INVETAMENTUL PRIMAR | Complexul Muzeal Județean Neamț. Muzeul de Istorie și Arheologie, Piatra Neamț | Cimec    |
|      | Meritul Comercial și Industrial                                                           | Material: metal comun aurit; turnare | Descriere avers: Efigia Regelui înconjurată de cuvintele: CAROL I REGE AL ROMÂNIEI. Pe margine, o coroană de frunze de stejar. Descriere revers: În centru, scrie: MERITUL COMERCIAL ȘI INDUSTRIAL. Pe margine, o coroană de frunze de stejar. | Complexul Muzeal Județean Neamț. Muzeul de Istorie și Arheologie, Piatra Neamț | Cimec    |
|      | Însemn Premiul III școlar                                                                 | Datare: 1902 Material: bronz; turnare; ștanțare | Descriere avers: Premiul III clasa I 1902-1903. De o parte și de alta, circular, frunze de stejar și de laur, prinse cu o fundă. Descriere revers: Stema Regatului României, în centru. Ministerul Instrucțiunii Publice și al Cultelor, pe margine, circular. | Complexul Muzeal Județean Neamț. Muzeul de Istorie și Arheologie, Piatra Neamț | Cimec    |
|      | Însemn Premiul II școlar                                                                  | Datare: 1902 Material: metal alb; metal comun argintat; turnare; ștanțare                                                                                     | Descriere avers: Premiul II clasa a V-a 1902-1903. De o parte și de alta, circular, frunze de stejar și de laur, prinse cu o fundă. Descriere revers: Stema Regatului României, în centru. Ministerul Instrucțiunii Publice și al Cultelor, pe margine, circular. | Complexul Muzeal Județean Neamț. Muzeul de Istorie și Arheologie, Piatra Neamț | Cimec    |
|      | Însemn Premiul I școlar                                                                   | Datare: 1900 Material: bronz aurit; turnare; ștanțare | Descriere avers: Stema Regatului României, în centru. Ministerul Instrucțiunei Publice și Culte, pe margine, circular. Descriere revers: Premiul I clasa 1900-1901. De o parte și de alta, circular, frunze de stejar și de laur, prinse cu o fundă. | Complexul Muzeal Județean Neamț. Muzeul de Istorie și Arheologie, Piatra Neamț | Cimec    |
|      | Ordinul Muncii, clasa I                                                                   | Datare: 2/2 sec. XX Descoperit: jud. Neamț, com. GRUMĂZEȘTI Dimensiuni: L: 46,7 mm; La: 43,5 mm; Titlu: 750‰ Material: argint; emailat; turnare               | Descriere avers: Ordinul Muncii are însemnul format din trei piese suprapuse. În centru secera și ciocanul sprijinindu-se pe două spice de grâu între care se află o stea cu raze emailate. Ansamblul este înconjurat de frunze de laur. Fundalul este un soare și fascicole de raze. În partea inferioară, se află o eșarfă ondulată, emailată roșu, cu inițialele RPR. Razele sunt de culoarea argintului iar restul de culoarea aurului și roșu. | Complexul Muzeal Județean Neamț. Muzeul de Istorie și Arheologie, Piatra Neamț | Cimec    |
|      | Crucea de fier                                                                            | Datare: Al II-lea Război Mondial Descoperit: jud. Neamț, PIATRA NEAMȚ Material: metal; email; turnare                                                         | Descriere avers: În partea centrală este zvastica ieșită puțin în relief de culoare neagră, iar pe brațul crucii în partea de jos, anul 1939 Descriere revers: Anul 1813 pe brațul crucii în partea de jos | Complexul Muzeal Județean Neamț. Muzeul de Istorie și Arheologie, Piatra Neamț | Cimec    |
|      | Steaua României                                                                           | Datare: sec. XIX-XX Descoperit: jud. Neamț, PIATRA NEAMȚ Dimensiuni: L: 65 mm; La: 41 mm; Titlu: 750‰ Material: argint; emailat; turnare                      | Descriere avers: Însemnul Ordinului: cruce bizantină repetată din metal emailat albastru închis și având în centru un medalion rotund email roșu, înconjurat de o coroană verde din frunze de stejar și cifra regelui Carol I la centru. Descriere revers: În centrul medalionului acvila cruciată cu aripile desfăcute stând pe un fulger Legendă revers: In fide salus (Salvare în credință) | Complexul Muzeal Județean Neamț. Muzeul de Istorie și Arheologie, Piatra Neamț | Cimec    |
|      | Mihai Viteazul                                                                            | Datare: Al II-lea Război Mondial Descoperit: jud. Neamț, PIATRA NEAMȚ Dimensiuni: L: 40 mm Material: metal; email; turnare; aurire                            | Descriere avers: Pe avers este cifra încoronată a regelui Ferdinand I și coroana regală, anul 1916 pe partea de jos a crucii Legendă revers: M cu coroana regală, anul 1941 | Complexul Muzeal Județean Neamț. Muzeul de Istorie și Arheologie, Piatra Neamț | Cimec    |
|      | Mihai Viteazul                                                                            | Datare: Al II-lea Război Mondial Descoperit: jud. Neamț, PIATRA NEAMȚ Material: metal; email; turnare; aurire                                                 | Descriere avers: Cruce treflată din email albastru și cu marginile aurite. În centrul ei cifra încoronată a regelui Mihai I, iar deasupra coroana regală. Între brațele ordinului se află două săbii așezate sub formă de cruce. Descriere revers: Cruce emailat albastră cu marginile aurite. În centrul ei se află anul 1944 Legendă revers: Anul 1944 | Complexul Muzeal Județean Neamț. Muzeul de Istorie și Arheologie, Piatra Neamț | Cimec    |
|      | Coroana României                                                                          | Datare: sf. sec. XIX - înc. sec. XX Descoperit: jud. Neamț, PIATRA NEAMȚ Dimensiuni: Titlu: 750‰ Material: argint; emailat; turnare                           | Descriere avers: O cruce de Malta smălțuită în roșu închis, cu marginile albe. La mijloc un medalion rotund, smălțuit în roșu, cu bordura albă, incluzând coroana regelui. Între brațe, inițiala lui Carol I Descriere revers: lipsa | Complexul Muzeal Județean Neamț. Muzeul de Istorie și Arheologie, Piatra Neamț | Cimec    |
|      | Coroana României                                                                          | Datare: Al II-lea Război Mondial Descoperit: jud. Neamț, PIATRA NEAMȚ Dimensiuni: L: 70 mm; La: 45 mm; Titlu: 750‰ Material: argint; emailat; turnare; aurire | Descriere avers: Ordinul prezintă o cruce de Malta, emailată roșu închis, cu marginile albe. În medalion cifra regală a lui Carol I. Între brațe spade încrucișate, medalia fiind surmontată de coroana regală. Legendă revers: 10 MAIU - 1866-1877-1881 | Complexul Muzeal Județean Neamț. Muzeul de Istorie și Arheologie, Piatra Neamț | Cimec    |
|      | Coroana României                                                                          | Datare: 1/4 sec. XX Descoperit: jud. Neamț, PIATRA NEAMȚ Dimensiuni: L: 55 mm; La: 42 mm; Titlu: 750‰ Material: argint; emailat; turnare                      | Descriere avers: Ordinul Coroana României cu spade. Panglică de Virtute militară. O cruce de malta smălțuită roșu închis. La mijloc, medalion smălțuit roșu și coroana regală de argint la care se adaugă spade încrucișate peste ordin. Legendă revers: Fotografia regelui Carol II | Complexul Muzeal Județean Neamț. Muzeul de Istorie și Arheologie, Piatra Neamț | Cimec    |
|      | Ordinul Mihai Viteazul, cu spade                                                          | Datare: Al II-lea Război Mondial Descoperit: jud. Neamț, PIATRA NEAMȚ Material: metal; email; turnare                                                         | Descriere avers: Cruce treflată din email albastru și cu marginile aurite. În centrul ei, cifra încoronată a regelui Mihai I, iar deasupra coroana regală. Între brațele ordinului se află două săbii așezate sub formă de cruce. Descriere revers: Cruce emailat albastră cu marginile aurite. În centrul ei se află anul 1944. Legendă revers: Anul 1944 | Complexul Muzeal Județean Neamț. Muzeul de Istorie și Arheologie, Piatra Neamț | Cimec    |
|      | Steaua României                                                                           | Datare: sf. sec. XIX Descoperit: jud. Neamț, PIATRA NEAMȚ Dimensiuni: L: 60 mm; La: 40 mm; Titlu: 750‰ Material: argint; emailat; turnare                     | Descriere avers: Ordinul Steaua Romaniei pentru militari în timp de razboi. Este reprezentată de o cruce bizantină emailată în albastru, înconjurată de raze având deasupra coroana regală și două spade încrucișate peste cruce. În centru, se află vulturul înconjurat de deviza IN FIDE SALUS și o ghirlandă de ramuri de stejar verde. Descriere revers: Cifra lui Carol I înconjurată de o ghirlandă de frunze de stejar verde și cu coroana deasupra cifrei regale | Complexul Muzeal Județean Neamț. Muzeul de Istorie și Arheologie, Piatra Neamț | Cimec    |
|      | KRONSTADT                                                                                 | Datare: 1886 Școală: Atelier transilvănean Descoperit: jud. Neamț, PIATRA NEAMȚ Material: bronz aurit; turnare; ștanțare                                      | Descriere avers: În centru are o coroană regală ce stă pe o rădăcină de copac înconjurată de inscripții care definesc insemnul și 16 steme de orașe Descriere revers: Pe revers sunt dispuse 20 busturi ai principilor conducători ai Transilvaniei dispuși pe două cercuri concentrice; în centru scrie SIEBENBURGEN 1538-1690. În centru se observă stema orașului: un vultur cu aripile desfăcute așezat pe un zid. Legendă revers: SIEBENBURGEN 1538-1690 | Complexul Muzeal Județean Neamț. Muzeul de Istorie și Arheologie, Piatra Neamț | Cimec    |
|      | Plachetă circulară nominalizată Doctor P. Gotcu                                           | Datare: 1/4 sec. XX Descoperit: jud. Neamț, PIATRA NEAMȚ Material: aliaj metale; turnare                                                                      | Descriere avers: Inscripție: "Academie de medicine", care înconjoară 3 zeițe. În partea de jos a plachetei este portretul lui Hipocrate. Descriere revers: Inscripția: "Comision de l'Hygiene de l'enfance", o clădire și un ram cu frunze de laur și stejar, prinse cu o panglică pe care este scris: Doctor P. Gotcu (medic al casei regale în perioada interbelică) Legendă revers: Comision de l'Hygiene de l'enfance | Complexul Muzeal Județean Neamț. Muzeul de Istorie și Arheologie, Piatra Neamț | Cimec    |
|      | Crucea Sfântul Gheorghe                                                                   | Datare: 4/4 sec. XIX Descoperit: jud. Neamț, PIATRA NEAMȚ Dimensiuni: L: 39 mm; La: 34 mm; Titlu: 750‰ Material: argint; turnare                              | Descriere avers: Crucea rusească "Sf. Gheorghe" cu brațele trapezoidale. Deasupra are un ram cu frunze. Descriere revers: Pe brațele crucii are litere și cifre: T.C.; 4CTET; 44; 698 Legendă revers: T.C.; 4CTET; 44; 698; cifra regală | Complexul Muzeal Județean Neamț. Muzeul de Istorie și Arheologie, Piatra Neamț | Cimec    |
|      | Semnul „Vulturul României”                                                                | Datare: 1/2 sec. XX Descoperit: jud. Neamț, PIATRA NEAMȚ Dimensiuni: L: 51 mm; La: 37 mm Material: metal; email; turnare                                      | Descriere avers: Însemn onorific "Vulturul României". Are formă ovală. O acvilă cruciată cu aripile desfăcute, având lateral și la bază frunze de laur și de stejar prinse cu tricolorul, iar pe piept stema României. La dreapta, cifra regelui Carol al II-lea surmontată de coroana regală. Jos - ROR - ofițeri în retragere și rezerva și steag roșu-galben-albastru. Însemnul răsplăteste munca și jertfa pentru cauza națională. | Complexul Muzeal Județean Neamț. Muzeul de Istorie și Arheologie, Piatra Neamț | Cimec    |
|      | Steaua României                                                                           | Datare: 4/4 sec. XIX Descoperit: jud. Neamț, PIATRA NEAMȚ Dimensiuni: L: 70 mm; La: 42 mm; Titlu: 750‰ Material: argint; emailat; turnare                     | Descriere avers: Este sub formă de cruce bizantină emailată albastră. În centru este un medalion roșu înconjurat de ghirlande verzi, cu cifra lui Carol I. Crucea este înconjurată de raze și surmontată de două spade încrucișate și coroana regală. Legendă revers: Cifra lui Carol I înconjurată de o ghirlandă de frunze de stejar verde | Complexul Muzeal Județean Neamț. Muzeul de Istorie și Arheologie, Piatra Neamț | Cimec    |
|      | Mihai Viteazul                                                                            | Datare: Al II-lea Război Mondial Descoperit: jud. Neamț, PIATRA NEAMȚ Dimensiuni: L: 50 mm; La: 40 mm Material: metal; email; turnare                         | Descriere avers: Este o cruce cu brațele treflate din email albastru. Deasupra este coroana regală din aur, iar în centru cifra lui Mihai I cu coroană deasupra. Este cea mai înaltă decorație de război românească oferită pentru curaj, bărbăție. Descriere revers: Este o cruce cu brațele treflate din email albastru. În centru un F adosat cu coroană, iar pe brațul de jos al crucii are anul 1916. Legendă revers: F adosat, 1916 | Complexul Muzeal Județean Neamț. Muzeul de Istorie și Arheologie, Piatra Neamț | Cimec    |
|      | Ordin                                                                                     | Datare: 1/2 sec. XX Material: bronz | Descriere avers: Sf. Gheorghe călare zdrobind balaurul Descriere revers: Corabie cu pânze Legendă revers: Intempestate Securitas | Muzeul de Istorie și Etnografie, Târgu                                         | Cimec    |
|      | În amintirea inaugurării Universității din Iași 1897                                      | Datare: octombrie 1897 Material: cupru; ștanțare | Descriere avers: Bustul lui Carol I Descriere revers: Ramuri de măslin, inscripție Legendă revers: În amintirea inaugurării Palatului Universității din Iași, octombrie 1897 | Muzeul de Istorie și Etnografie, Târgu                                         | Cimec    |
|      | În amintirea ridicării monumentului lui Tudor Vladimirescu 1898                           | Datare: 1898 Material: cupru; ștanțare | Descriere avers: Bustul lui Carol I, anul 1898 Descriere revers: Monumentul lui Tudor Vladimirescu Legendă revers: Martirilor independenței României | Muzeul de Istorie și Etnografie, Târgu                                         | Cimec    |
|      | Medalie                                                                                   | Datare: 1896 Material: metal alb; ștanțare | Descriere avers: Pasăre în zbor Descriere revers: femeie, flori, păsări în zbor | Muzeul de Istorie și Etnografie, Târgu                                         | Cimec    |
|      | Medalie comemorativă rusă a războiului 1877-1878                                          | Datare: 1878 Descoperit: Rusia Material: bronz; ștanțare | Descriere avers: Medalie din bronz, rotundă. Cruce patriarhală înconjurată de raze, care stă pe o semilună cu coarnele în sus și anii 1877-1878 Descriere revers: Deviză în limba slavonă, înconjurată de două ramuri de dafin Legendă revers: NE NAMI, NE NAMI, A IMENI TVOEMU | Muzeul de Istorie și Etnografie, Târgu                                         | Cimec    |
|      | A 25-a aniversare a Instituțiilor Unite                                                   | Datare: septembrie 1891 Material: cupru; ștanțare | Descriere avers: Labor, Honot et Concordia; Institutul Academic 1866, Liceul Nou 1871; Institutele Unite 1879 Legendă revers: Septembrie 1891; a 25 Aniversară Asociatii Institutelor Unite din Iași în onoarea foștilor elevi | Muzeul de Istorie și Etnografie, Târgu                                         | Cimec    |
|      | Medalie Virtutea Militară                                                                 | Datare: 1880 Dimensiuni: Diametrul discului central 16 mm Material: metal; turnare; ștanțare                                                                  | Descriere avers: În formă de cruce, cu un disc central, cu inscripție; între brațele crucii, de jur împrejur, ghirlandă de stejar Descriere revers: Efigia Domnitorului Carol I și inscripție Legendă revers: Carol I Domn al României | Muzeul de Istorie și Etnografie, Târgu                                         | Cimec    |
|      | Plachetă                                                                                  | Datare: 2/2 sec. XIX - 1/2 sec. XX Material: metal alb; ștanțare                                                                                              | Descriere avers: S 11 Descriere revers: Trei persoane Legendă revers: EX LEBE DIE KOLONIAL POLITIK | Muzeul de Istorie și Etnografie, Târgu                                         | Cimec    |
|      | Coroana României                                                                          | Datare: 1938 Dimensiuni: L: 55 mm; LA: 30 mm Material: fier; turnare; emailare                                                                                | Descriere avers: Medalia are formă de cruce de Malta, cu brațele emailate în roșu. În mijlocul crucii se află un medalion circular, roșu, deasupra crucii se află o coroană Descriere revers: Cruce cu medalion în centru | Muzeul de Istorie și Etnografie, Târgu                                         | Cimec    |
|      | Steaua României                                                                           | Datare: 1938 Material: fier; turnare; emailare | Descriere avers: Cruce treflată de tip bizantin, emailată albastru, cu săbii între brațe pe acvile cu aripi desfăcute Descriere revers: 1877, înconjurat de ramuri de stejar și două săbii încrucișate | Muzeul de Istorie și Etnografie, Târgu                                         | Cimec    |
|      | La jeunnesse en comemoration de la reunion de la Geneva ala Suisse                        | Datare: 1/2 sec. XX Material: cupru; ștanțare | Descriere avers: Inscripție franceză; două scuturi Descriere revers: Militari bătând tobe | Muzeul de Istorie și Etnografie, Târgu                                         | Cimec    |